# 貝塞斯達 (喬治亞州查塔姆縣)
貝塞斯達（英語：Bethesda）是位於美國喬治亞州查塔姆縣的一個非建制地區。該地的面積和人口皆未知。

## 地理
貝塞斯達的座標為31°57′48″N 81°05′38″W / 31.96333°N 81.09389°W，而該地的平均海拔高度為5米（即16英尺）。